# 巴塔区
巴塔區（阿拉伯语：‎）是乍得的一個大區，位於該國中部。因南部巴塔河得名。首府阿提。下分三省：東巴塔、西巴塔、菲特里:6。